# Acritus helmsi
Acritus helmsi är en skalbaggsart som beskrevs av Yves Gomy 1984. Acritus helmsi ingår i släktet Acritus och familjen stumpbaggar. Inga underarter finns listade i Catalogue of Life.